# Miranda (měsíc)

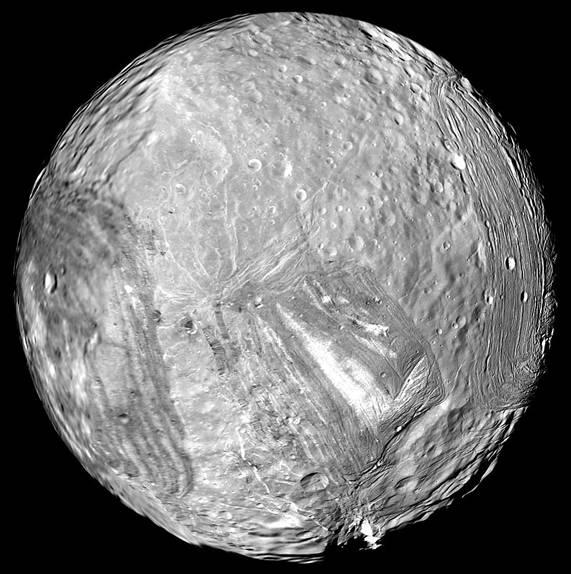
Měsíc Miranda, jak jej vyfotografovala sonda Voyager 2

Miranda je nejmenší a nejvnitřnější ze skupiny pěti velkých Uranových měsíců. Obíhá planetu ve vzdálenosti 129 780 kilometrů. Veliký je 235,8 kilometrů v rovníkovém poloměru. Hmotnost tělesa je odhadována na 6,59×1019 kg. Doba jedné otáčky kolem své osy je stejně dlouhá, jako doba jednoho oběhu kolem planety (1,413 479 dne). Průměrná teplota povrchu byla určena na -187 °C. Povrch je tvořen převážně zmrzlými sloučeninami methanu a čpavku.
Snímky jeho povrchu dosud pořídila jediná sonda, která zkoumala vnější planety sluneční soustavy, Voyager 2 v lednu 1986. Povrch tohoto měsíce je tvořen rýhami, krátery, útesy a plochými oblastmi a je celkově velmi různorodý. Kaňony na Mirandě mají až 25 km a jsou tedy desetkrát hlubší než Grand Canyon. Měsíc byl pravděpodobně dřív rozdrcen na kusy a opět se stmelil.
Objeven byl 16. února 1948 astronomem Gerardem Kuiperem, protože pomocí silných teleskopů je viditelný i ze Země. Pojmenován byl podle postavy z díla Williama Shakespeara (dcera Prospera z Bouře).

## Miranda v kultuře
- V humoristickém sci-fi románu Nekonečno vítá ohleduplné řidiče dvojice britských autorů Rob Grant a Doug Naylor je Miranda zastávkou těžební kosmické lodi Červený trpaslík, která míří na Triton. Právě zde si pořídí Dave Lister kočku jménem Frankenstein, z níž se vyvine humanoidní rasa, jejímž příslušníkem je Kocour.[3]